# Кронцукер, Ханс Дитер
Ханс Дитер Кронцукер (нем.  Hans Dieter Kronzucker ; 22 апреля 1936, Мюнхен) — немецкий журналист и телеведущий.

## Биография
Дитер Кронцукер учился в гимназии в Мюнхене (Wittelsbacher-Gymnasium). Журналистские наклонности Дитера Кронцукера проявились уже в гимназии, где он редактировал школьную газету. После окончания гимназии он изучал философию и историю искусств в университетах Мюнхена, Вены и Барселоны. В 1961 году Кронцукер стал доктором философии.
В начале шестидесятых годов Дитер Кронцукер начал работать телевизионным журналистом на телеканалах WDR и NDR. Кронцукер специализировался на темах политики и работал корреспондентом в Испании, во Вьетнаме и в Латинской Америке. В 1973 года Дитер Кронцукер начал вести на телеканале ARD передачу «Мировое зеркало» (Weltspiegel). С 1978 года он работал на канале ZDF, где вел журнал новостей «Сегодня» (heute journal). Рабата на каналах ARD и ZDF принесла Кронцукеру известность и популярность в Германии.
В дальнейшем Дитер Кронцукер работал корреспондентом в Вашингтоне (США).
С 1990 года Кронцукер работал на телеканале Sat.1. Он вел еженедельный журнал «Квадрига» («Quadriga») и передачу новостей «Добрый вечер Германия» («Guten Abend, Deutschland»). С 1993 года Кронцукер был руководителем корреспондентского пункта телеканала Sat. 1 в Вашингтоне, а с 1996 года в Брюсселе.
С 2001 года Дитер Кронцукер ведет журнал «Вельтрепортер» («Die Weltreporter») на новом телевизионном канале новостей N24. Одновременно он начинает преподавать журналистику в Мюнхенской высшей школе кино и телевидения (die Münchner Hochschule für Film und Fernsehen).
С осени 2004 года Дитер Кронцукер успешно ведет не телеканале N24 документальную серию «Мир Кронцукера» («Kronzuckers Welt»). Он также продолжает работать в качестве комментатора, его тема — политика, в частности, президентские выборы в США.
С мая 2004 года Кронцукер ведёт научно-популярную программу «Космос Кронцукера» («Kronzuckers Kosmos») и с 2007 года — серию «Люди и мифы» («Menschen & Mythen»).
Дитер Кронцукер издал множество книг. Он был награждён почетными в Германии премиями: «Бамби» («Bambi»), журналистская премия Ханса Кляйна («Mitteldeutsche Medienpreis Hans Klein», 2002) и Публицистическая премия Мюнхена («Münchner Publizistikpreis 2007»).